# Endliches Maß
Ein endliches Maß ist ein Begriff aus der Maßtheorie, einem Teilgebiet der Mathematik, das sich mit abstrahierten Volumenbegriffen beschäftigt. Anschaulich ist ein endliches Maß ein Volumenbegriff, bei dem die betrachtete Grundmenge nur ein endliches Volumen besitzt. Bekanntestes Beispiel von endlichen Maßen sind die Wahrscheinlichkeitsmaße in der Stochastik. Dies sind genau die endlichen Maße, bei denen die Grundmenge das Volumen 1 besitzt. Das Volumen wird dann in diesem Fall als Wahrscheinlichkeit interpretiert.
Trotz der Einfachheit der Definition besitzen endliche Maße eine Vielfalt an Eigenschaften, die abhängig davon sind, auf welchen Strukturen (Grundmenge und σ-Algebra) man sie definiert.

## Definition
Für den gesamten Artikel seien folgende Notationen vereinbart:
- {\displaystyle X} sei eine beliebige Menge, die Grundmenge
- {\displaystyle {\mathcal {A}}} sei eine beliebige σ-Algebra auf der Grundmenge
- {\displaystyle {\mathcal {B}}} oder {\displaystyle {\mathcal {B}}(X)} bezeichnet die Borelsche σ-Algebra auf {\displaystyle X}, wenn {\displaystyle X} mindestens ein topologischer Raum ist.

Ein Maß {\displaystyle \mu } auf dem Messraum {\displaystyle (X,{\mathcal {A}})} heißt ein endliches Maß, wenn {\displaystyle \mu (X)<\infty } ist.
Voll ausgeschrieben bedeutet das: Ein endliches Maß ist eine Mengenfunktion
{\displaystyle \mu :{\mathcal {A}}\to [0,\infty )}
von einer σ-Algebra über der Grundmenge {\displaystyle X} in die nicht-negativen reellen Zahlen mit den folgenden Eigenschaften:
- {\displaystyle \mu (\emptyset )=0}
- {\displaystyle \mu (X)<\infty }
- σ-Additivität: Für jede Folge {\displaystyle (A_{n})_{n\in \mathbb {N} }} paarweise disjunkter Mengen aus {\displaystyle {\mathcal {A}}} gilt {\displaystyle \mu \left(\bigcup _{n=1}^{\infty }A_{n}\right)=\sum _{n=1}^{\infty }\mu (A_{n})}.

Wir bezeichnen mit {\displaystyle {\mathcal {M}}^{+}(X,{\mathcal {A}})} die Menge der endlichen Maße auf dem Grundraum {\displaystyle X} und der σ-Algebra {\displaystyle {\mathcal {A}}}. In der Literatur finden sich unterschiedliche Schreibweisen: Teils wird auf die Angabe der σ-Algebra verzichtet ({\displaystyle {\mathcal {M}}(X)} o. ä.), wenn diese aus dem Kontext ersichtlich ist, teils auf die Angabe der Grundmenge wie beispielsweise {\displaystyle {\mathcal {M}}^{+}({\mathcal {B}})}. Oder es finden sich andere Indizes wie beispielsweise ein niedriggestelltes f, also {\displaystyle {\mathcal {M}}_{f}} für das englische „finite“ (endlich). Das hochgestellte Plus findet sich oft, wenn auch Räume signierter Maße verwendet werden, die „gewöhnlichen“ Maße entsprechen dann den positiven Elementen in diesem Raum.

## Eigenschaften als Maß
Die folgenden Eigenschaften folgern direkt daraus, dass jedes endliche Maß ein Maß ist.
- Subtraktivität: Für {\displaystyle A,B\in {\mathcal {A}}} mit {\displaystyle B\subseteq A} und {\displaystyle \mu (A)<\infty } gilt:

{\displaystyle \mu (A\setminus B)=\mu (A)-\mu (B)}.
- Monotonie: Ein endliches Maß ist eine monotone Abbildung von {\displaystyle ({\mathcal {A}},\subset )} nach {\displaystyle ([0,\infty ),\leq )}, das heißt für {\displaystyle A,B\in {\mathcal {A}}} gilt

{\displaystyle B\subset A\implies \mu (B)\leq \mu (A)}.
- Endliche Additivität: Aus der σ-Additivität folgt direkt, dass für paarweise disjunkte Mengen {\displaystyle A_{1},\dotsc ,A_{m}\in {\mathcal {A}}} gilt

{\displaystyle \mu (\bigcup _{n=1}^{m}A_{n})=\sum _{n=1}^{m}\mu (A_{n})}.
- σ-Subadditivität: Für eine beliebige Folge {\displaystyle (A_{n})_{n\in \mathbb {N} }} von Mengen aus {\displaystyle {\mathcal {A}}} gilt

{\displaystyle \mu \left(\bigcup _{n=1}^{\infty }A_{n}\right)\leq \sum _{n=1}^{\infty }\mu (A_{n})}.
- σ-Stetigkeit von unten: Ist {\displaystyle (A_{n})_{n\in \mathbb {N} }} eine monoton gegen {\displaystyle A} wachsende Mengenfolge in {\displaystyle {\mathcal {A}}}, also {\displaystyle A_{n}\uparrow A}, so ist {\displaystyle \lim _{n\to \infty }\mu (A_{n})=\mu (A)}.
- σ-Stetigkeit von oben: Ist {\displaystyle (A_{n})_{n\in \mathbb {N} }} eine monoton gegen {\displaystyle A} fallende Mengenfolge in {\displaystyle {\mathcal {A}}}, also {\displaystyle A_{n}\downarrow A}, so ist {\displaystyle \lim _{n\to \infty }\mu (A_{n})=\mu (A)}.
- Prinzip von Inklusion und Exklusion: Es gilt

{\displaystyle \mu \left(\bigcup _{i=1}^{n}A_{i}\right)=\sum _{k=1}^{n}\left((-1)^{k+1}\!\!\sum _{I\subseteq \{1,\dots ,n\}, \atop |I|=k}\!\!\!\!\mu \left(\bigcap _{i\in I}A_{i}\right)\right)}
sowie
{\displaystyle \mu \left(\bigcap _{i=1}^{n}A_{i}\right)=\sum _{k=1}^{n}\left((-1)^{k+1}\!\!\sum _{I\subseteq \{1,\dots ,n\}, \atop |I|=k}\!\!\!\!\mu \left(\bigcup _{i\in I}A_{i}\right)\right)}.
Im einfachsten Fall entspricht dies
{\displaystyle \mu (A\cup B)+\mu (A\cap B)=\mu (A)+\mu (B)}

## Eigenschaften auf verschiedenen Grundmengen
Für einen beliebigen, aber fest gewählten Messraum {\displaystyle (X,{\mathcal {A}})} sind die endlichen Maße eine Teilmenge des reellen Vektorraumes der endlichen signierten Maße auf diesem Messraum. Sie bilden in diesem Vektorraum einen konvexen Kegel.
Wichtige konvexe Teilmengen der endlichen Maße sind die Wahrscheinlichkeitsmaße (diejenigen Elemente mit {\displaystyle \mu (X)=1}) und die Sub-Wahrscheinlichkeitsmaße (diejenigen Elemente mit {\displaystyle \mu (X)\leq 1}).
Als Teilmenge der endlichen signierten Maße ist für endliche Maße die Totalvariationsnorm definiert als
{\displaystyle \|\mu \|_{\operatorname {TV} }=\mu (X)}
und ermöglicht einen Konvergenzbegriff.

### Auf topologischen Räumen
Ist {\displaystyle X} ein Hausdorff-Raum und enthält {\displaystyle {\mathcal {A}}} die Borelsche σ-Algebra {\displaystyle {\mathcal {B}}}, so ist jedes {\displaystyle \mu } auf {\displaystyle {\mathcal {A}}} sofort ein lokal endliches Maß. Damit ist auch jedes endliche Maß auf {\displaystyle {\mathcal {B}}} automatisch ein Borel-Maß.
Jedes endliche, von innen reguläre Maß auf {\displaystyle {\mathcal {B}}} (sprich: Jedes endliche Radon-Maß) ist ein reguläres Maß, weil dann die Regularität von innen der Menge {\displaystyle A} der Regularität von außen der Menge {\displaystyle X\setminus A} entspricht.

### Auf metrischen Räumen
Ist {\displaystyle X} ein metrischer Raum, so lässt sich für endliche Maße auf {\displaystyle {\mathcal {B}}} die schwache Konvergenz definieren: Eine Folge von endlichen Maßen {\displaystyle (\mu _{n})_{n\in \mathbb {N} }} heißt schwach konvergent gegen {\displaystyle \mu }, wenn
{\displaystyle \lim _{n\to \infty }\int _{X}f\mathrm {d} \mu _{n}=\int _{X}f\mathrm {d} \mu }
für alle beschränkten stetigen Funktionen {\displaystyle f} gilt. Weitere Charakterisierungen der schwachen Konvergenz liefert das Portmanteau-Theorem.
Die Prochorow-Metrik {\displaystyle d_{P}} definiert eine Metrik auf den endlichen Maßen und macht damit {\displaystyle ({\mathcal {M}}^{+}(X,{\mathcal {B}}),d_{P})} zu einem metrischen Raum, der genau dann separabel ist, wenn {\displaystyle X} separabel ist.
Für separable Grundmengen konvergiert eine Folge von Maßen schwach genau dann, wenn sie bezüglich der Prochorow-Metrik konvergiert. Die Prochorow-Metrik metrisiert also die schwache Konvergenz.
Des Weiteren charakterisiert der Satz von Prochorow die relativ folgenkompakten Mengen (bezüglich der schwachen Konvergenz): Ist eine Menge von endlichen Maßen straff und beschränkt, so ist sie relativ folgenkompakt.

### Auf polnischen Räumen
Ist {\displaystyle X} ein polnischer Raum, so ist nach dem Satz von Ulam jedes endliche Maß auf {\displaystyle {\mathcal {B}}} ein reguläres Maß.
Die Eigenschaften des Grundraumes vererben sich auf die der Menge von Maßen: {\displaystyle ({\mathcal {M}}^{+}(X,{\mathcal {B}}),d_{P})} ist genau dann polnisch, wenn {\displaystyle X} polnisch ist.
Außerdem liefert der Satz von Prochorow eine stärkere Charakterisierung der schwach relativ folgenkompakten Mengen: Eine Menge von Maßen ist genau dann schwach relativ folgenkompakt, wenn sie straff und beschränkt ist.

## Verallgemeinerungen

### σ-endliche Maße
σ-endliche Maße versuchen, einen Teil der Eigenschaften eines endlichen Maßes zu erhalten, indem man fordert, dass sich die Grundmenge in abzählbar viele Mengen endlichen Maßes aufteilen lässt. Somit sind σ-endliche Maße nicht „zu groß“. Ein Maß {\displaystyle \mu } auf einem Messraum {\displaystyle (X,{\mathcal {A}})} heißt σ-endlich, wenn es Mengen {\displaystyle A_{n}\in {\mathcal {A}}} gibt, so dass
{\displaystyle \bigcup _{n\in \mathbb {N} }A_{n}=X}
und {\displaystyle \mu (A_{n})<\infty } für alle {\displaystyle n\in \mathbb {N} }

### Moderate Maße
Moderate Maße sind eine Verschärfung von σ-endlichen Maßen und dienen zur Herleitung von Regularitätskriterien von nicht endlichen Borel-Maßen. Ein Borel-Maß wird ein moderates Maß genannt, wenn es abzählbar viele offene Mengen {\displaystyle (O_{n})_{n\in \mathbb {N} }} gibt mit
{\displaystyle X=\bigcup _{n\in \mathbb {N} }O_{n}}
und {\displaystyle \mu (O_{n})<\infty }